# Régis Blachère

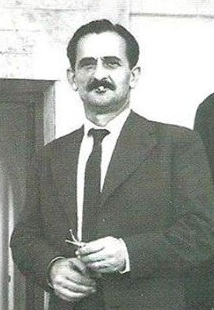
Régis Blachère

 Régis Blachère   (geboren am 30. Juni 1900 in Montrouge; gestorben am 7. August 1973 in Paris) war ein französischer Orientalist und Hochschullehrer.

## Leben und Wirken
Régis Blachère wurde 1900 geboren. Seine berufliche Karriere und sein Lebensweg standen ganz im Dienste der Arabistik. Er forschte und lehrte an verschiedenen marokkanischen und führenden französischen Institutionen.
Von 1935 bis 1950 war Blachère Professor für Arabisch am Nationalen Institut für orientalische Sprachen, von 1950 bis 1970 Professor für arabische Philologie und Literatur des Mittelalters an der Sorbonne. Er ist Verfasser einer Geschichte der arabischen Literatur (Histoire de la littérature arabe) und einer französischen Koranübersetzung. In einer Arbeit über die chronologische Umordnung der Suren (Le Coran. Traduction selon un essai de reclassement des sourates) weicht er in seinen Auffassungen gelegentlich von denen von  Nöldeke/Schwally ab. Er ist Initiator eines umfangreichen Arabisch-Wörterbuchs (Dictionnaire arabe-français-anglais). Er hat unter anderem an der Reihe Bibliotheca Geographorum Arabicorum („Bibliothek arabischer Geographen“; Abk. BGA) als Herausgeber mitgewirkt. Régis Blachère starb 1973.
1972 wurde er zum Mitglied der Académie des inscriptions et belles-lettres ernannt, die dem Institut de France angehört.

## Veröffentlichungen (Auswahl)
- Analecta, Institut français de Damas, Damas, 1975.
- Le Coran, Presses universitaires de France, (Que sais-je ?, n° 1245), 2002 ISBN 2-13-052760-4
- Dans les pas de Mahomet, Hachette, Paris, 1956.
- Dictionnaire arabe-français-anglais (Langue classique et moderne), G.-P. Maisonneuve, 1960.
- Dictionnaire arabe-français-anglais Arabic/French/English Dictionary - Langue classique et moderne, Maisonneuve et Larose, Paris, 1967.
- Éléments de l’arabe classique, Quatrième édition revue et corrigée, G.-P. Maisonneuve, 1958.
- Exercices d’arabe classique, Adrien Maisonneuve, Paris, 1970. ISBN 2-7200-1017-0
- Extraits des principaux géographes arabes du Moyen Age.
- Grammaire de l’arabe classique, Maisonneuve et Larose, Paris ISBN 2-7068-0613-3
- Histoire de la littérature arabe: des origines à la fin du XVe siècle de J.-C., Volume 1, Adrien Maisonneuve, Paris, 1952,  ISBN 2-7200-0205-4
- Histoire de la littérature arabe: des origines à la fin du XVe siècle de J.-C., Volume 2, Adrien Maisonneuve, Paris, 1964, ISBN 2-7200-0206-2, ISBN 2-7200-0127-9
- Histoire de la littérature arabe: des origines à la fin du XVe siècle de J.-C., Volume 3, Adrien Maisonneuve, Paris, 1964, ISBN 2-7200-0207-0
- Introduction au Coran, Maisonneuve et Larose, ISBN 2-7068-1031-9
- Le Coran. Traduction nouvelle. 2 Bände. Paris 1949–1950; einbändig Ausgabe: Le Coran, traduit de l’arabe. Paris 1957; Nachdruck 1966.
- Le Coran. Traduction selon un essai de reclassement des sourates, G.-P. Maisonneuve, Paris, 1949–1977.
- Le problème de Mahomet - Essai de biographie critique du fondateur de l’Islam, un volume de 135 pages, Presses universitaires de France, Paris, 1952.